# トロイメライ (YUKIの曲)
「トロイメライ」は、YUKIの楽曲。彼女の33枚目（通算では36作目）のシングルとして2018年9月19日にエピックレコードジャパンからリリースされた。

## 解説
東宝配給映画『コーヒーが冷めないうちに』の主題歌。YUKIが原作の小説を読み映画を観たうえで書き下ろした楽曲で、自らプロデュースも手がけている。
楽曲の一部はYouTubeにて公開中の映画の予告編で試聴可能。
初回仕様限定盤として、紙ジャケット仕様のCDが発売された。また先着で購入者特典として、「トロイメライ」ゆきんこオリジナルチケットホルダーがプレゼントされた。
ミュージックビデオはフォトグラファー高橋ヨーコのミュージックビデオ初監督作品である。高橋ヨーコはこれまでにもYUKIのシングル『長い夢』や『ランデヴー』のジャケット写真、『ワンダーライン』ミュージックビデオの撮影を手掛けている。
9月11日にショートバージョンがYouTubeにて公開、9月20日にGYAO!にてフルサイズが公開された。

## 収録曲
1. トロイメライ
  - 作詞：YUKI / 作曲：CHI-MEY / 編曲：YUKI、CHI-MEY
2. かたまり
  - 作詞：YUKI / 作曲：津野米咲 / 編曲：YUKI、津野米咲 / ストリングスアレンジ : 堀向彦輝

特典 (先着)
「トロイメライ」ゆきんこオリジナルチケットホルダー
- 特典対象店舗一覧